# 妙見山 (大阪府・兵庫県)
妙見山（みょうけんさん、みょうけんざん）は、兵庫県、大阪府にまたがる山。北摂山系に属する。

## 概要
山体が信仰の対象であり、山頂近くには日蓮宗の関西地区における重要寺院である能勢妙見堂 がある。能勢妙見堂は正式名称を無漏山真如寺境外仏堂（けいがいぶつどう）能勢妙見山と称し、能勢町地黄にある真如寺の飛び地境内であるが、本寺の真如寺よりもはるかに多くの参詣者を集めている。
山頂には4等三角点が設置されている。三角点の所在地は大阪府豊能郡豊能町で、記念碑の陰の目立たない場所に標識が設置されている。
当山は西南日本の標高600メートル付近でのブナの自生の南限とされ、これまでは大阪府側のみに分布すると考えられてきたが、兵庫県川西市で8本のブナが発見され（この個体群は2013年に兵庫県のレッドリストに追加された）、さらに山頂付近のブナ林（9.5ヘクタール）の一部が兵庫県側に入っていることも確認された。大阪府下のブナ自生地は妙見山と和泉葛城山のみであり、いずれも天然記念物に指定されている。

## 歴史

### 山頂
山頂には行基の建立を伝える為楽山大空寺があった。鎌倉時代に入ると源満仲を祖とする能勢氏が領主となりその地に妙見菩薩を祀ったとされる。その後、江戸時代初期に当時の領主能勢頼次の帰依を受けた日乾（後の日蓮宗総本山である身延山久遠寺二十一世）の手によって新たな妙見菩薩像が彫られ、大空寺趾に建立した仏堂に祀ったのが現在の能勢妙見堂である。
山頂の境内地に残るブナ林は一万年以上前から残る自然林である。そのことより、行基による大空寺建立以前から山頂付近には何らかの信仰があったことがうかがえる。

### 中腹の滝
北側中腹には能勢の本滝があり、江戸時代より滝に打たれる者が増えた。江戸時代中期に刊行された摂津名所図会には能勢の本滝ではなく妙見滝とあり、能勢妙見堂の参詣者が打たれた滝であった。当時、滝の横には常富堂があったとされる。1834年に編纂された能勢東郷志においても参詣者が行をする妙見山滝と記述されており、滝が境内地の一部として栄えていたことがうかがえる。
しかし、妙見山は旗本である能勢氏の知行地であったため、明治政府の廃藩置県や版籍奉還の影響を少なからず受け、その後天台宗系修験道の僧侶である野間日照が、妙見瀧の地を野間中村より取得し居を構えた。1935年には野間日照により滝の横にあった常富堂を改築する形で本瀧寺（現在の妙見宗総本山）を建立した。現在、能勢の本滝までの山道に多くの石仏が祀られているのを見ることができるが、これは能勢の本滝が行場であった時代の名残である。
他に東側中腹に清滝、南西側中腹に新滝（雄滝）と呼ばれる滝があり、清滝の側には妙瀧寺がある。また新滝は白瀧神社が鎮座している。

## 交通
山頂（能勢妙見堂本堂）までは以下のアクセスがある。詳しくは能勢妙見山（日蓮宗）を参照。
- 阪急宝塚線池田駅から阪急バス東能勢線のりかえ「妙見口」停留所（豊能町野間口、国道423号線沿い）から徒歩4km。
  - 阪急バス東能勢線は「中止々呂美」停留所で、北大阪急行線千里中央駅からの阪急バス箕面森町線にのりかえられる。
- JR山陰線亀岡駅から京阪京都交通・亀岡市ふるさとバスのりかえ「神地」停留所（亀岡市西別院町、国道423号線沿い）から徒歩5.4km。
- 能勢電鉄妙見線「妙見口」駅（豊能町吉川）から徒歩3.6km（新滝道コース経由の場合）。能勢電鉄では「大堂越コース」「新滝道コース」「上杉尾根コース」「初谷渓谷コース」「天台山コース」の5ルートをハイキングコースとして紹介している。[5]
  - 冬季以外は妙見ケーブルや妙見の森リフトでアクセス可能であったが、2023年12月3日の運行をもっていずれも廃止された[6]。
- 北大阪急行線千里中央駅から阪急バス箕面森町線「箕面森町地区センター」停留所で阪急バス妙見口能勢線（平日のみ）にのりかえ「ケーブル黒川駅」停留所下車、上記のハイキングコースに至る。ただし、妙見口能勢線の運行は平日のみで、2024年4月より能勢町による新しい交通形態へ移行するために路線廃止となる[7]。
- 能勢妙見山駐車場入口には、阪急バス「妙見山上」停留所ならびに京都交通「妙見山」停留所があった。
  - 阪急バスによる運行では、阪急茨木市駅・国鉄茨木駅からの直通便は1967年、内本町二丁目・梅田からの直通便は1967年、阪急池田駅からの直通便は1997年12月に廃止された。阪急池田駅からの直通便廃止からは、日祝日に限り、豊能町余野でバスをのりかえることで移動することができたほか、2011年度までは正月三が日には池田からの臨時直通バスも運行されていた。この余野～妙見山上系統は、2019年7月13日のダイヤ改正で廃止された（最終運行日は2019年7月7日）。
  - 京都交通による運行では、京都駅前（かつては京都祇園）・阪急桂駅・JR亀岡駅からの直通便があったが2005年4月に廃止された。